# Trocánter mayor
En anatomía humana, el trocánter mayor es un saliente óseo que se encuentra situado en la extremidad superior o epífisis del fémur. Parte del punto de unión entre el cuello del fémur y la diáfisis de este hueso, proyectándose hacia arriba y atrás. Su importancia radica en que es el punto de inserción de diferentes músculos. La convexidad prominente del trocánter mayor forma la parte más externa de la región de la cadera.

## Inserciones

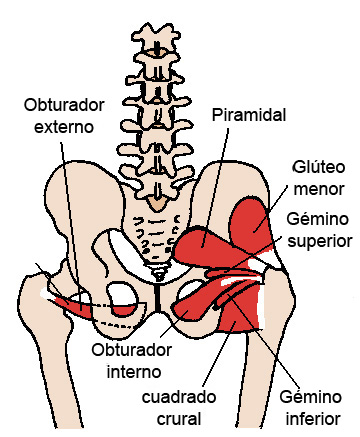
Vista posterior en la que pueden apreciarse diferentes músculos de la región de la cadera que se insertan en el trocánter mayor

Los siguientes músculos se insertan en el trocánter mayor:
- Músculo piriforme.
- Músculo gémino superior.
- Músculo gémino inferior.
- Músculo obturador interno.
- Músculo obturador externo.
- Músculo glúteo menor.
- Músculo glúteo medio.
- Músculo cuadrado femoral.

## Patología
Se conoce como trocanteritis o bursitis trocantérea a la inflamación de la bolsa serosa del trocánter mayor. Es una afección frecuente que provoca dolor en la región de la cadera.